# Western Canada Hockey League

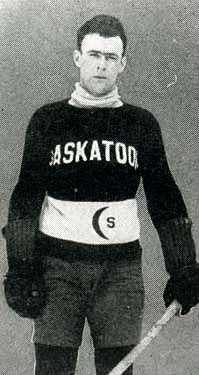
Bill Cook i Saskatoon Crescents tröja.

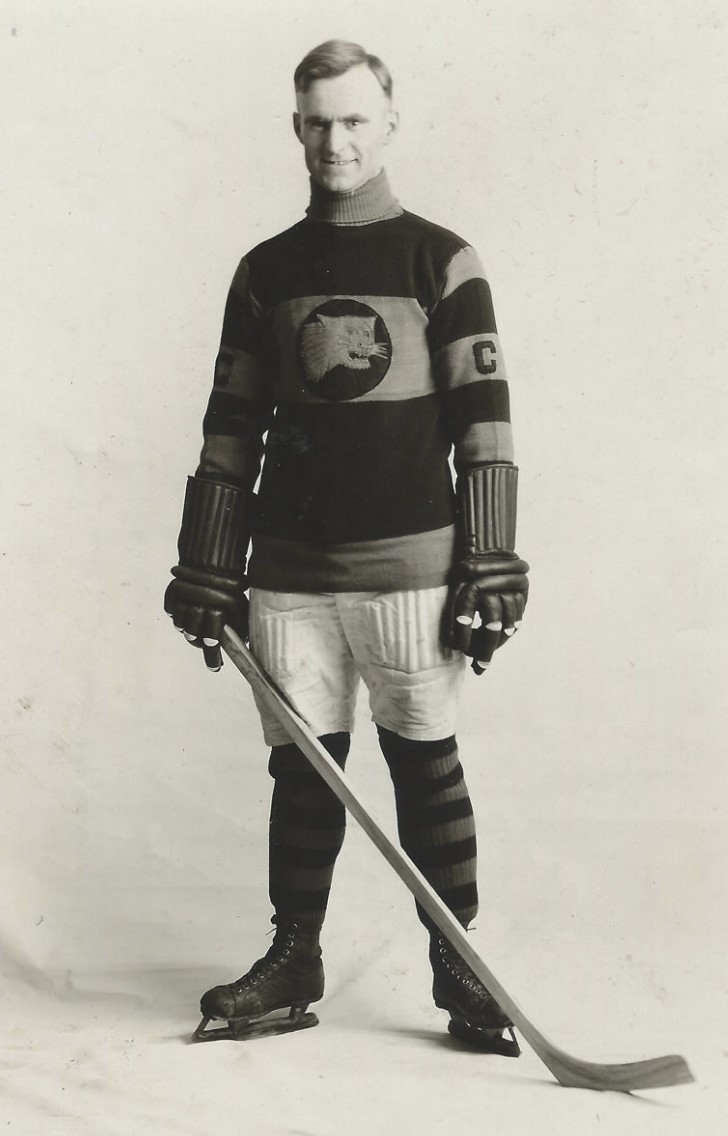
Barney Stanley med Calgary Tigers.

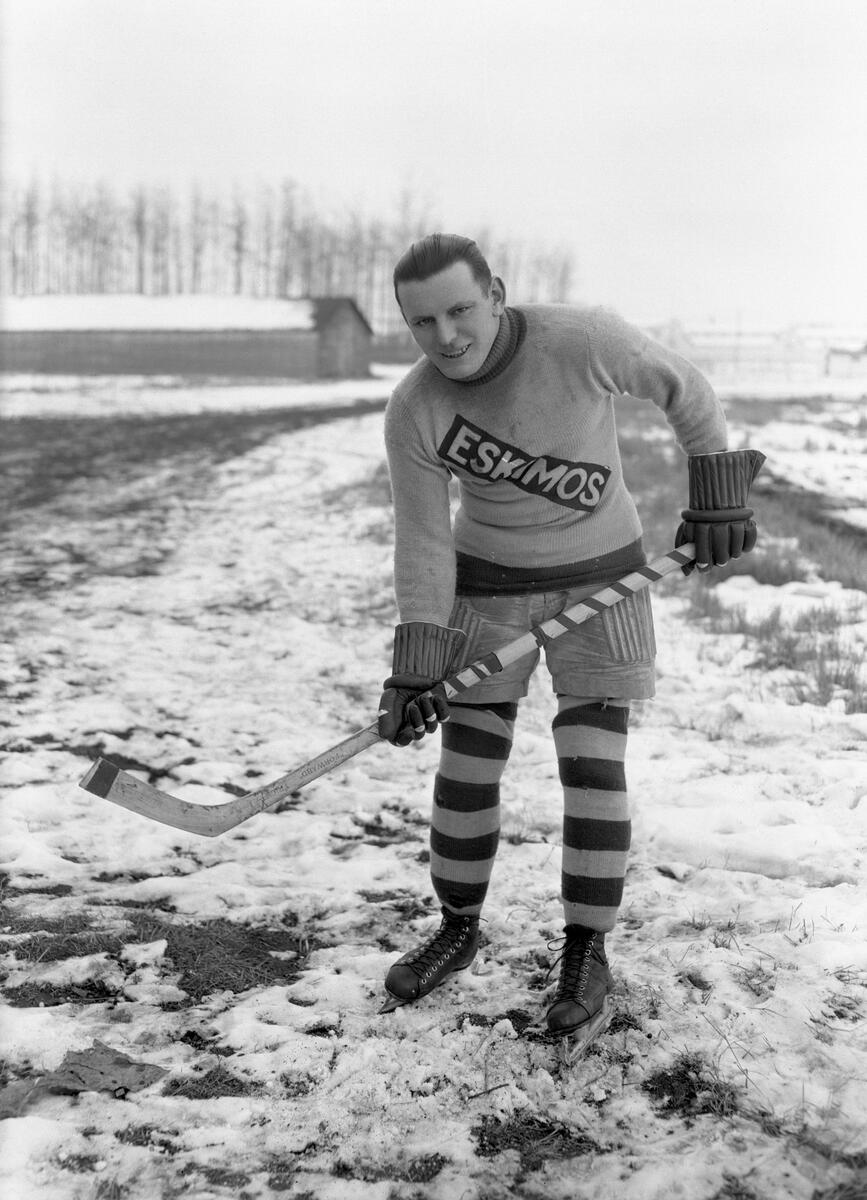
Duke Keats med Edmonton Eskimos säsongen 1921–22.

Western Canada Hockey League var en professionell ishockeyliga i Kanada och USA verksam åren 1921–1926. 

## Historia
Western Canada Hockey League bildades säsongen 1921–22 av Edmonton Eskimos och Calgary Tigers från den nedlagda ligan Big-4 League i Alberta tillsammans med Regina Capitals och Saskatoon Sheiks från provinsen Saskatchewan. Ligan var verksam som WCHL under fyra säsonger och säsongen 1924–25 tillkom Victoria Cougars och Vancouver Maroons från den nedlagda ligan Pacific Coast Hockey Association vilket utökade antalet lag i ligan från fyra till sex. Victoria Cougars vann Stanley Cup 1925, som sista lag utanför NHL, sedan laget besegrat NHL:s mästarlag Montreal Canadiens i finalserien med 3-1 i matcher.
Säsongen 1925–26 flyttade Regina Capitals sitt lag från Regina i Saskatchewan till Portland i Oregon och blev Portland Rosebuds. I och med flytten av laget från Kanada till västra USA ändras namnet på ligan till Western Hockey League. Efter säsongen 1925–26 avvecklades ligan.
Bland de spelare som spelade i Western Canada Hockey League fanns berömdheter som Eddie Shore, Newsy Lalonde, Bill Cook, Dick Irvin, Barney Stanley, Duke Keats, Frank Fredrickson, Hughie Lehman och Harry "Hap" Holmes.

## Lagen
- Edmonton Eskimos 1921–1926
- Calgary Tigers 1921–1926
- Regina Capitals 1921–1925
  - Portland Rosebuds 1925–26
- Saskatoon Sheiks 1921–22, 1924–1926
  - Moose Jaw Sheiks 1921–22
  - Saskatoon Crescents 1922–1924
- Victoria Cougars 1924–1926
- Vancouver Maroons 1924–1926

## Säsong för säsong
| Säsong  | Mästare i grundserien | Slutspelsmästare |
| ------- | --------------------- | ---------------- |
| 1921–22 | Edmonton Eskimos      | Regina Capitals  |
| 1922–23 | Edmonton Eskimos      | Edmonton Eskimos |
| 1923–24 | Calgary Tigers        | Calgary Tigers   |
| 1924–25 | Calgary Tigers        | Victoria Cougars |
| 1925–26 | Edmonton Eskimos      | Victoria Cougars |